# Wilhermsdorf
Wilhermsdorf er en købstad (markt)i Landkreis Fürth i Regierungsbezirk Mittelfranken i den tyske delstat Bayern. Wilhermsdorfhørte indtil områdereformen i 1972 til Landkreis Neustadt an der Aisch.

## Geografi
Mellem byerne Fürth og Bad Windsheim ved udkanten af Naturpark Frankenhöhe. 
Gennem Wilhermsdorf løber floden Zenn, der munder ud i Regnitz ved Atzenhof 
Købstaden må ikke forveksles med kommunen Wilhelmsdorf der ligger kun 15 km væk.

### Nabokommuner
Nabokommunerne er (med uret fra nord):
- Emskirchen
- Langenzenn
- Großhabersdorf
- Dietenhofen
- Neuhof an der Zenn
- Markt Erlbach

### Inddeling
Der følgende landsbyer og bebyggelser i kommunen:
| - Wilhermsdorf - Altkatterbach - Dippoldsberg - Dürrnfarrnbach - Fallmeisterei | - Kirchfarrnbach - Kreben - Lenzenhaus - Lösleinshäuslein - Meiersberg | - Oberndorf - Riedelshäuslein - Unterulsenbach - Wolfsmühle |

- Wikimedia Commons har flere filer relateret til Wilhermsdorf